# Emma Moffatt
Emma Moffatt (Moree, 7 de setembre de 1984) és una esportista australiana que va competir en triatló.
Va participar en els Jocs Olímpics de Pequín 2008, obtenint la medalla de bronze en la prova femenina individual. Va guanyar dues medalles d'or en el Campionat Mundial de Triatló, en els anys 2009 i 2010.

## Palmarès internacional
| Jocs Olímpics     | Jocs Olímpics             | Jocs Olímpics | Jocs Olímpics |
| Any               | Lloc                      | Medalla       | Prova         |
| ----------------- | ------------------------- | ------------- | ------------- |
| 2008              | Pequín ( R.P. de la Xina) | 3             | Individual    |
| Campionat Mundial |                           |               |               |
| Any               | Lloc                      | Medalla       | Prova         |
| 2009              | Gold Coast ( Austràlia)   | 1             | Individual    |
| 2010              | Budapest ( Hongria)       | 1             | Individual    |